# Pubblicazioni extra di Martin Mystère
Questo è un elenco di tutte le storie di Martin Mystère pubblicate da altre case editrici oppure dalla stessa Sergio Bonelli Editore ma al di fuori delle proprie collane, ad esempio in occasione di mostre o eventi particolari. Sono indicate solo le prime uscite e non le varie ristampe e riedizioni. Molte storie sono state poi ristampate nella collana Martin Mystère Extra oppure negli albetti allegati agli Special annuali.
Legenda tipo di storia:
- OP = "one pager" (storia di una sola pagina)
- RB = racconto breve dalle due pagine in su

Legenda tipo di pubblicazione:
- AF = albo a fumetti
- CF = catalogo o fascicolo legato ad un evento
- GR = giornale o rivista generalista
- IA = inserto staccabile o allegato a fumetti
- LF = libro o fascicolo culturale
- RF = rivista specializzata in fumetti

## 1983/1989
| Uscita         | Tipo storia | Titolo storia              | Testi            | Disegni                | Tipo pubb. | Pubblicazione                                                      | Editore         | Note                                                                      |
| -------------- | ----------- | -------------------------- | ---------------- | ---------------------- | ---------- | ------------------------------------------------------------------ | --------------- | ------------------------------------------------------------------------- |
| Agosto 1983    | RB          | Il sorriso della Gioconda  | Alfredo Castelli | Giancarlo Alessandrini | RF         | Orient Express n. 13                                               | L'Isola Trovata |                                                                           |
| Aprile 1985    | OP          | Martin Mystère 9°          | Alfredo Castelli | Claudio Villa          | CF         | Rhythm and books - Viaggio a fumetti nella letteratura per ragazzi | Andersen        | Catalogo della Bologna Children's Book Fair                               |
| Agosto 1986    | RB          | Invasione elettronica      | Alfredo Castelli | Giampiero Casertano    | GR         | Il Messaggero Estate n. 17                                         | Il Messaggero   | Storia poi ampliata e pubblicata sui nn. 64 e 65 della serie regolare     |
| Luglio 1988    | RB          | Il tesoro del Loch         | Alfredo Castelli | Giancarlo Alessandrini | GR         | La Notte                                                           | Rusconi         | Adattamento a puntate a striscia della storia dello Special n. 2          |
| Agosto 1988    | RB          | Dreamtravel                | Alfredo Castelli | Giancarlo Alessandrini | GR         | L'Espresso Più n. 32                                               | L'Espresso      | Storia poi ampliata e pubblicata sui nn. 106/107/108 della serie regolare |
| Luglio 1989    | RB          | Tempo zero                 | Alfredo Castelli | Giancarlo Alessandrini | GR         | Tic - La rivista dei curiosi n. 6                                  | Tic Edizioni    | Riduzione della storia dei nn. 46/47/48 della serie regolare              |
| Settembre 1989 | RB          | Nostra Signora dei fulmini | Alfredo Castelli | Giancarlo Alessandrini | CF         | La ferrovia Suzzara-Ferrara. Cento anni di storia                  | Interbooks      | Mostra omonima                                                            |

## 1990/1991
| Uscita        | Tipo storia | Titolo storia                 | Testi            | Disegni                | Tipo pubb. | Pubblicazione             | Editore                                   | Note                                                                               |
| ------------- | ----------- | ----------------------------- | ---------------- | ---------------------- | ---------- | ------------------------- | ----------------------------------------- | ---------------------------------------------------------------------------------- |
| Luglio 1990   | RB          | Fantasmi a Manhattan          | Alfredo Castelli | Giancarlo Alessandrini | GR         | 14 Quotidiani del Gruppo  | L'Espresso                                | Adattamento a puntate a striscia della storia dei nn. 64 e 65 della serie regolare |
| Ottobre 1990  | RB          | Super deformed Martin Mystère | Andrea Baricordi | Andrea Baricordi       | LF         | Raccontare Martin Mystère | Alessandro Distribuzioni                  |                                                                                    |
| Ottobre 1990  | OP          | Cielo! Mio marito!            | Vanna Vinci      | Vanna Vinci            | LF         | Raccontare Martin Mystère | Alessandro Distribuzioni                  |                                                                                    |
| Ottobre 1990  | OP          | Il tradimento di Diana        | Antonio Serra    | Vanna Vinci            | LF         | Martin Mystère            | Glamour International                     |                                                                                    |
| Maggio 1991   | OP          | Il misterioso Signor C        | Alfredo Castelli | Giancarlo Alessandrini | IA         | Castelli 25               | Associazione Nazionale Amici del Fumetto  | Supplemento speciale a Il fumetto n. 27                                            |
| Dicembre 1991 | OP          | Sulla pista dei dinosauri     | Alfredo Castelli | Lucio Filippucci       | CF         | Sulla pista dei dinosauri | Museo civico di storia naturale di Milano | Gigantografia esposta in occasione della mostra                                    |

## 1992
| Mese     | Tipo storia | Titolo storia                 | Testi               | Disegni                                                                                     | Tipo pubb. | Pubblicazione                                              | Editore               | Note                                                                        |
| -------- | ----------- | ----------------------------- | ------------------- | ------------------------------------------------------------------------------------------- | ---------- | ---------------------------------------------------------- | --------------------- | --------------------------------------------------------------------------- |
| Aprile   | RB          | Il genetliaco                 | Gianni Portanova    | Bruno Brindisi, Luigi Coppola, Roberto De Angelis, Raffaele Della Monica, Luigi Siniscalchi | RF         | Flex n. 1                                                  | Tornado Press         |                                                                             |
| Aprile   | OP          | Dieci anni di grandi scoperte | Giuliano Piccininno | Giuliano Piccininno                                                                         | RF         | Flex n. 1                                                  | Tornado Press         |                                                                             |
| Aprile   | RB          | Paradosso temporale           | Alfredo Castelli    | Enrico Bagnoli                                                                              | RF         | Comix nn. 5, 6, 7                                          | Panini                | Riduzione della storia dei nn. 61 e 62 della serie regolare                 |
| Aprile   | RB          | L'ombra e il baleno           | Antonio Serra       | Giancarlo Alessandrini                                                                      | RF         | L'Eternauta n. 108                                         | Comic Art             | Racconto legato alla serie Zona X                                           |
| Maggio   | OP          | L'ultima parola               | Silver              | Silver                                                                                      | RF         | Dime Press n. 1                                            | Glamour International |                                                                             |
| Luglio   | RB          | Miniere & lattine             | Alfredo Castelli    | Lucio Filippucci                                                                            | LF         | Miniere & lattine. Realtà di una storia mineraria lombarda | Comune di Milano      |                                                                             |
| Luglio   | RB          | Quattro casi improbabili      | Alfredo Castelli    | Giancarlo Alessandrini                                                                      | RF         | Best Comics n. 5                                           | Comic Art             | Riedizione di 4 storie già comparse su Comic Art raccordate da nuove tavole |
| Agosto   | RB          | La lente di diamante          | Mauro Boselli       | Corrado Roi                                                                                 | RF         | L'Eternauta n. 112                                         | Comic Art             | Racconto legato alla serie Zona X                                           |
| Agosto   | RB          | Il viaggiatore del tempo      | Alfredo Castelli    | Lucio Filippucci                                                                            | IA         | TV Sorrisi e Canzoni n. 33                                 | Silvio Berlusconi     |                                                                             |
| Ottobre  | RB          | La spada nella roccia         | Alfredo Castelli    | Giancarlo Alessandrini                                                                      | RF         | Comic Art n. 96                                            | Comic Art             |                                                                             |
| Novembre | RB          | Il ragno d'oro                | Alfredo Castelli    | Giancarlo Alessandrini                                                                      | CF         | I misteri del delta del Po                                 | Interbooks            | Mostra "Ferrara 90 giorni a fumetti"                                        |
| Dicembre | RB          | L'occhio senza palpebre       | Alfredo Castelli    | Roberto Diso                                                                                | RF         | L'Eternauta n. 116                                         | Comic Art             | Racconto legato alla serie Zona X                                           |

## 1993
| Mese      | Tipo storia | Titolo storia                  | Testi               | Disegni                | Tipo pubb. | Pubblicazione                                    | Editore               | Note                                              |
| --------- | ----------- | ------------------------------ | ------------------- | ---------------------- | ---------- | ------------------------------------------------ | --------------------- | ------------------------------------------------- |
| Aprile    | RB          | L'amuleto di Tin Hinan         | Alfredo Castelli    | Lucio Filippucci       | RF         | Il Giorno dei Ragazzi                            | ENI                   | Racconto pubblicato a puntate a striscia          |
| Aprile    | OP          | Il Petruzzelli è... ricomparso | Alfredo Castelli    | Lucio Filippucci       | GR         | La Gazzetta del Mezzogiorno                      | Ledi                  | Tavola pubblicata in occasione di Expocomics Bari |
| Luglio    | OP          | Perché Firenze?                | Alfredo Castelli    | Giancarlo Alessandrini | CF         | Mysteri italiani                                 | Sergio Bonelli        | Gigantografia esposta durante la mostra           |
| Luglio    | OP          | Il mistero degli Etruschi      | Alfredo Castelli    | Lucio Filippucci       | CF         | Spina, storia di una città tra Greci ed Etruschi | Tosi                  | Gigantografia esposta durante la mostra           |
| Settembre | RB          | Mysteri del Vercellese         | Claudio Chiaverotti | Corrado Roi            | CF         | Sulle rive del Po - Genti e culture padane       | Provincia di Vercelli | Stampato in occasione del festival                |

## 1994
| Mese      | Tipo storia | Titolo storia                            | Testi                           | Disegni                                | Tipo pubb. | Pubblicazione                                          | Editore               | Note                                                         |
| --------- | ----------- | ---------------------------------------- | ------------------------------- | -------------------------------------- | ---------- | ------------------------------------------------------ | --------------------- | ------------------------------------------------------------ |
| Marzo     | OP          | Il mistero della Mary Celeste            | Alfredo Castelli                | Enrico Bagnoli                         | CF         | La nave del mystero                                    | Corsica Ferries       | Tavola-quiz distribuita su una crociera Genova-Bastia-Genova |
| Maggio    | RB          | L'ora dei lupi                           | Giuseppe Palumbo                | Giuseppe Palumbo                       | RF         | Comic Art n. 115                                       | Comic Art             |                                                              |
| Maggio    | OP          | L'enigma di Scheletrino                  | Giancarlo Malagutti             | Giancarlo Malagutti                    | RF         | Dime Press n. 7                                        | Glamour International |                                                              |
| Maggio    | RB          | Il vagone della commedia                 | Alfredo Castelli                | Giancarlo Alessandrini                 | IA         | Amico treno n. 5                                       | Leonardo Periodici    | Ciclo Mysteri in treno                                       |
| Giugno    | RB          | Il vagone fantascientifico               | Alfredo Castelli                | Gino Vercelli                          | IA         | Amico treno n. 6                                       | Leonardo Periodici    | Ciclo Mysteri in treno                                       |
| Luglio    | OP          | Il ritorno di Scheletrino                | Alfredo Castelli                | Giorgio Cavazzano                      | AF         | L'orrore venuto dal passato!                           | Malagutti             |                                                              |
| Luglio    | RB          | Il vagone di omicidi sull'Orient Express | Alfredo Castelli                | Rodolfo Torti                          | IA         | Amico treno n. 7                                       | Leonardo Periodici    | Ciclo Mysteri in treno                                       |
| Settembre | RB          | Il vagone dei disegni animati            | Alfredo Castelli                | Giorgio Cavazzano                      | IA         | Amico treno n. 8                                       | Leonardo Periodici    | Ciclo Mysteri in treno                                       |
| Settembre | RB          | Il mistero della camera rossa            | Alfredo Castelli                | Franco Devescovi                       | GR         | Il Piccolo                                             | Melzi                 | Racconto pubblicato a puntate a striscia                     |
| Ottobre   | OP          | Atlantis Tales                           | Alfredo Castelli                | Lucio Filippucci                       | CF         | The Comic Weekly                                       | Glamour International | Stampato in occasione di Lucca Comics & Games                |
| Ottobre   | OP          | Martin Mystère                           | Alfredo Castelli                | Lucio Filippucci                       | CF         | The Comic Weekly                                       | Glamour International | Stampato in occasione di Lucca Comics & Games                |
| Ottobre   | OP          | The X Zone                               | Alfredo Castelli                | Lucio Filippucci                       | CF         | The Comic Weekly                                       | Glamour International | Stampato in occasione di Lucca Comics & Games                |
| Novembre  | RB          | Il vagone dell'amore                     | Alfredo Castelli                | Lucia Arduini                          | IA         | Amico treno n. 9                                       | Leonardo Periodici    | Ciclo Mysteri in treno                                       |
| Dicembre  | RB          | Il mistero di Pomposa                    | Alfredo Castelli e Roberto Roda | Roberto Zaghi                          | LF         | Martin Mystère vi svela come si racconta l'impossibile | Interbooks            |                                                              |
| Dicembre  | RB          | Il segreto di Ramon Llull                | Alfredo Castelli                | Giancarlo Alessandrini e Rodolfo Torti | GR         | Med International n. 23                                | Edizioni del Tridente |                                                              |

## 1995
| Mese     | Tipo storia | Titolo storia                                                             | Testi                           | Disegni                | Tipo pubb. | Pubblicazione                                                       | Editore                          | Note                                                                                    |
| -------- | ----------- | ------------------------------------------------------------------------- | ------------------------------- | ---------------------- | ---------- | ------------------------------------------------------------------- | -------------------------------- | --------------------------------------------------------------------------------------- |
| Gennaio  | RB          | L'ultimo vagone                                                           | Alfredo Castelli                | Lucio Filippucci       | IA         | Amico treno n. 1                                                    | Leonardo Periodici               | Ciclo Mysteri in treno                                                                  |
| Febbraio | RB          | Fantasmi a Foiano                                                         | Alfredo Castelli e Roberto Roda | Franco Devescovi       | CF         | Il carnevale a fumetti                                              | Il Megalito di Tosi              | Mostra "Martin Mystère e il carnevale a fumetti"                                        |
| Marzo    | RB          | La macchina pensante                                                      | Alfredo Castelli                | Giancarlo Alessandrini | RF         | Ken Parker Magazine n. 26                                           | Sergio Bonelli                   |                                                                                         |
| Maggio   | RB          | Come un libro stampato                                                    | Alfredo Castelli                | Gino Vercelli          | CF         | Come un libro stampato                                              | Lo Scarabeo                      | Stampato in occasione del Salone del Libro di Torino                                    |
| Maggio   | OP          | Non ho il coraggio di dire al mio migliore amico qual è il suo "problema" | Alfredo Castelli                | Lucio Filippucci       | CF         | IF - Immagini & Fumetti n. 3                                        | Epierre                          | Mostra "AdVenture - Pubblicità a fumetti nei quotidiani americani degli anni '30 e '40" |
| Giugno   | RB          | Se a Milano ci fosse il mare                                              | Alfredo Castelli                | Rodolfo Torti          | IA         | Se a Milano ci fosse il mare                                        | Sergio Bonelli                   | Allegato al n. 159 della serie regolare nelle province lombarde toccate dai navigli     |
| Luglio   | OP          | Il mistero della tartina imburrata                                        | Alfredo Castelli                | Giancarlo Alessandrini | CF         | Catalogo Premio Satira Politica Forte dei Marmi                     | Fondazione Città Forte dei Marmi |                                                                                         |
| Ottobre  | RB          | I sentieri della paura                                                    | Alfredo Castelli e Roberto Roda | Giancarlo Alessandrini | CF         | I sentieri della paura                                              | Il Megalito di Tosi              | Mostra "Martin Mystère e la fotografia a fumetti"                                       |
| Ottobre  | RB          | Il cielo dei Sargassi                                                     | Alfredo Castelli                | Bruno Brindisi         | RF         | Ken Parker Magazine n. 33                                           | Sergio Bonelli                   |                                                                                         |
| Ottobre  | OP          | Martin Mystère & Jeff Hawke                                               | Alfredo Castelli                | Lucio Filippucci       | CF         | IF - Immagini & Fumetti n. 4                                        | Epierre                          | Tavola omaggio per il disegnatore Sydney Jordan intervenuto a Cartoomics                |
| Novembre | OP          | A mystery on 12th street                                                  | Alfredo Castelli                | Lucio Filippucci       | CF         | America on my mind - Italian Comics and the Industry of Imagination | Sergio Bonelli                   | Tavola realizzata per la conferenza svoltasi presso la Casa Italiana Zerilli-Marimò     |
| Dicembre | RB          | Questioni di famiglia                                                     | Alfredo Castelli                | Sergio Toppi           | RF         | Ken Parker Magazine n. 35                                           | Sergio Bonelli                   |                                                                                         |

## 1996
| Mese      | Tipo storia | Titolo storia                                            | Testi            | Disegni                | Tipo pubb. | Pubblicazione                       | Editore                | Note                                                             |
| --------- | ----------- | -------------------------------------------------------- | ---------------- | ---------------------- | ---------- | ----------------------------------- | ---------------------- | ---------------------------------------------------------------- |
| Febbraio  | OP          | Il nuovo totem                                           | Antonio Terenghi | Antonio Terenghi       | RF         | Dime Press n. 12                    | Glamour International  |                                                                  |
| Aprile    | RB          | Il segreto di Guglielmo Tell                             | Alfredo Castelli | Rodolfo Torti          | CF         | Lady fumetto                        | Glamour International  | Stampato in occasione di Inovafumetto                            |
| Maggio    | RB          | Codici, archivi, reti & mysteri                          | Alfredo Castelli | Giuseppe Palumbo       | CF         | Codici, archivi, reti & mysteri     | Lo Scarabeo            | Stampato in occasione del Salone del Libro di Torino             |
| Settembre | RB          | Mystero a Pompei                                         | Alfredo Castelli | Lucio Filippucci       | CF         | Mystero a Pompei                    | Ferrara Arte           | Mostra "Pompei. Abitare sotto il Vesuvio"                        |
| Ottobre   | OP          | Succede a chi ci crede: Martin Mystère per Gatto Panceri | Alfredo Castelli | Giuseppe Palumbo       | LF         | Martin Mystère One Pagers 1985-1996 | Club Amici del Fumetto | Supplemento alla collana Albi grandi avventure                   |
| Dicembre  | RB          | Cielo di piombo                                          | Alfredo Castelli | Giancarlo Alessandrini | CF         | Cielo di piombo                     | Glamour International  | Mostra "Cielo di piombo. Fumetti e satira contro l'inquinamento" |

## 1997
| Mese      | Tipo storia | Titolo storia                        | Testi                                                      | Disegni                                                    | Tipo pubb. | Pubblicazione                        | Editore             | Note                                                                      |
| --------- | ----------- | ------------------------------------ | ---------------------------------------------------------- | ---------------------------------------------------------- | ---------- | ------------------------------------ | ------------------- | ------------------------------------------------------------------------- |
| Marzo     | RB          | La ferrovia sotto il mare            | Alfredo Castelli e Luigi Mignacco                          | Rodolfo Torti                                              | IA         | Amico treno n. 3                     | Leonardo Periodici  | Ciclo Avventure in treno                                                  |
| Aprile    | RB          | Sulle vie del Delta                  | Alfredo Castelli e Roberto Roda                            | Montanari & Piccoli                                        | CF         | Il delta di Gulliver                 | Il megalito di Tosi | Mostra "Il delta di Gulliver. Una mostra-laboratorio per il delta del Po" |
| Maggio    | RB          | Che fine ha fatto Kurt Katzenjammer? | Alfredo Castelli                                           | Montanari & Piccoli                                        | CF         | Che fine ha fatto Kurt Katzenjammer? | Lo Scarabeo         | Stampato in occasione del Salone del Libro di Torino                      |
| Settembre | RB          | Operazione Vespri Siciliani          | Alfredo Castelli                                           | Giancarlo Alessandrini                                     |            | Agenda dello studente 97/98          | Esercito Italiano   |                                                                           |
| Settembre | OP          | Mystero a Coblenza                   | Giuseppe Palumbo                                           | Giuseppe Palumbo                                           | RF         | Cronaca di Topolinia Speciale n. 3   | Taormina Editore    |                                                                           |
| Settembre | RB          | Mysteri a Tapioka-City               | Antonio Terenghi con la collaborazione di Alfredo Castelli | Antonio Terenghi con la collaborazione di Lucio Filippucci | IA         | Cronaca di Topolinia Speciale n. 3   | Taormina Editore    |                                                                           |
| Ottobre   | RB          | Mystero a Copán                      | Alfredo Castelli                                           | Lucio Filippucci                                           | CF         | Mystero a Copán                      | Skira               | Mostra "I Maya di Copán. L'Atene del Centroamerica"                       |

## 1998/2000
| Uscita        | Tipo storia | Titolo storia          | Testi            | Disegni | Tipo pubb. | Pubblicazione                      | Editore                             | Note           |
| ------------- | ----------- | ---------------------- | ---------------- | --- | ---------- | ---------------------------------- | ----------------------------------- | -------------- |
| Maggio 1998   | RB          | La città               | Bonvi            | Giorgio Cavazzano | AF         | I grandi comici del fumetto n. 2   | Sergio Bonelli                      |                |
| Agosto 1999   | RB          | Bilko                  | Alfredo Castelli | Giancarlo Alessandrini | CF         | Grandi catene per piccoli schiavi  | Fondazione Marco Montalbano         | Mostra omonima |
| Dicembre 1999 | RB          | Mysteri al computer    | Alfredo Castelli | Montanari & Piccoli | GR         | Le grandi guide di PC World Italia | IDG Communications Italia           |                |
| Gennaio 2000  | RB          | La pioggia di fuoco    | Alfredo Castelli | Lucio Filippucci |            | Serie di 4 schede telefoniche      | Telecom Italia                      |                |
| Marzo 2000    | RB          | Una storia impossibile | Alfredo Castelli | Giancarlo Alessandrini, Lucia Arduini, Enrico Bagnoli, Franco Devescovi, Lucio Filippucci, Giovanni Romanini, Rodolfo Torti | AF         | Albo di Cronaca di Topolinia n. 6  | Associazione Culturale Alex Raymond |                |

## 2001/2005
| Uscita         | Tipo storia | Titolo storia                           | Testi                           | Disegni                           | Tipo pubb. | Pubblicazione                            | Editore                             | Note                                                                                     |
| -------------- | ----------- | --------------------------------------- | ------------------------------- | --------------------------------- | ---------- | ---------------------------------------- | ----------------------------------- | ---------------------------------------------------------------------------------------- |
| Aprile 2001    | RB          | In viaggio sui Navigli                  | Alfredo Castelli                | Lucio Filippucci                  | CF         | In viaggio sui Navigli                   | Sergio Bonelli                      | Mostra "In viaggio sui Navigli. Locarno-Milano-Pavia-Venezia, 300 miglia di vie d'acqua" |
| Settembre 2001 | OP          | Spiritus loci                           | Carlo Ferrari                   | Lucio Filippucci                  | LF         | Biodiversità. Dall'analisi alla gestione | Zanichelli                          |                                                                                          |
| Novembre 2001  | RB          | Martin Mystère e i misteri dell'euro    | Alfredo Castelli                | Lucio Filippucci                  | GR         | La Provincia in casa n. 4                | Provincia di Milano                 |                                                                                          |
| Marzo 2002     | RB          | Histoire De Mr. Mystère                 | Alfredo Castelli                | Lucio Filippucci                  | CF         | Rodolphe Töpffer. Il segno e l'avventura | Pagliai Polistampa                  | Mostra "Töpffer e dintorni - Invito al viaggio e invenzione del fumetto"                 |
| Marzo 2002     | RB          | La stirpe di Elän: Lo spirito del drago | Federico Memola                 | Ambra Colombani                   | AF         | Albo di Cronaca di Topolinia n. 16       | Associazione Culturale Alex Raymond | Racconto legato alla serie Zona X                                                        |
| Settembre 2002 | RB          | Martin Mystère e il segreto dell'Etna   | Alfredo Castelli                | Lucio Filippucci                  | CF         | Martin Mystère e il segreto dell'Etna    | Ente Parco dell'Etna                | Mostra "Fumetti di...vini"                                                               |
| Dicembre 2002  | RB          | Una serata all'opera                    | Alfredo Castelli e Roberto Roda | Lucio Filippucci                  | CF         | Ombre a Ferrara                          | Editoriale Sometti                  | Mostra "Lucrezia nelle nuvole"                                                           |
| Marzo 2003     | RB          | Robinson Hart: Alternative              | Luigi Mignacco                  | Michele Rubini                    | AF         | Albo di Cronaca di Topolinia n. 20       | Associazione Culturale Alex Raymond | Racconto legato alla serie Zona X                                                        |
| Aprile 2003    | OP          | Cinque antipasti a fumetti              | Alfredo Castelli                | Lucio Filippucci                  | RF         | Scuola di fumetto n. 10                  | Coniglio Editore                    | 5 "one pagers" a tema gastronomico ma scollegati tra loro                                |
| Aprile 2003    | RB          | Misteri di celluloide                   | Emanuele Cavarra                | Emanuele Cavarra                  | CF         | Tex e il West                            | Provincia di Ragusa                 | Concorso grafico omonimo                                                                 |
| Luglio 2003    | RB          | Grandotèl                               | Alfredo Castelli                | Daniele Caluri e Lucio Filippucci | CF         | Supplemento a Fumo di china n. 110       | Freecom s.r.l.                      | Stampato in occasione di Riminicomix                                                     |
| Marzo 2004     | RB          | Il segreto dell'uomo giallognolo        | Alfredo Castelli                | Cham e Lucio Filippucci           | CF         | Histoire de Mr. Lajaunisse               | Napoli Comicon                      | Stampato in occasione del Comicon                                                        |
| Giugno 2004    | RB          | La donna del ritratto                   | Alfredo Castelli                | Daniele Caluri                    | GR         | Studiare a Padova 2004/2005              | Università di Padova                |                                                                                          |
| Ottobre 2004   | OP          | Autoironia logorroica a Lucca           | Alfredo Castelli                | Daniele Caluri                    | CF         | Il riposo del guerriero                  | Hazard                              | Stampato in occasione di Lucca Comics & Games                                            |
| Luglio 2005    | RB          | L'ospite invisibile                     | Alfredo Castelli                | Alfredo Orlandi                   | GR         | Studiare a Padova 2005/2006              | Università di Padova                |                                                                                          |

## 2006/2010
| Uscita        | Tipo storia | Titolo storia                 | Testi            | Disegni                | Tipo pubb. | Pubblicazione                                                | Editore        | Note                                               |
| ------------- | ----------- | ----------------------------- | ---------------- | ---------------------- | ---------- | ------------------------------------------------------------ | -------------- | -------------------------------------------------- |
| Marzo 2006    | OP          | Martin Mystère's Half Holiday | Alfredo Castelli | Daniele Caluri         | CF         | Ally Sloper. La prima superstar del fumetto                  | Napoli Comicon | Stampato in occasione del Comicon                  |
| Maggio 2006   | RB          | Salvate Yellow Kid!           | Alfredo Castelli | Giancarlo Alessandrini | CF         | Cinema & fumetto. I personaggi dei comics sul grande schermo | EsaExpo        | Mostra omonima                                     |
| Luglio 2007   | RB          | L'amore è come l'ellera       | Alfredo Castelli | Daniele Caluri         | CF         | L'amore è come l'ellera                                      | Sergio Bonelli | Stampato in occasione di Italia Wave Love Festival |
| Novembre 2007 | RB          | La danza dell'oscurità        | Alfredo Castelli | Alfredo Orlandi        | AF         | La danza dell'oscurità                                       | AceaElectrabel | Fascicolo promozionale aziendale                   |
| Luglio 2010   | RB          | In standby                    | Alfredo Castelli | Alfredo Orlandi        | AF         | In standby                                                   | AceaElectrabel | Fascicolo promozionale aziendale                   |

## 2011/2015
| Uscita         | Tipo storia | Titolo storia                     | Testi                           | Disegni                                                                     | Tipo pubb. | Pubblicazione                              | Editore                        | Note                                                                                          |
| -------------- | ----------- | --------------------------------- | ------------------------------- | --------------------------------------------------------------------------- | ---------- | ------------------------------------------ | ------------------------------ | --------------------------------------------------------------------------------------------- |
| Febbraio 2012  | RB          | Il Naviglio battagliero           | Alfredo Castelli                | Alfredo Orlandi                                                             | CF         | Il Naviglio battagliero                    | Sergio Bonelli                 | Stampato in occasione della riattivazione del Naviglio da via Conca del Naviglio alla Darsena |
| Luglio 2012    | RB          | Il prigioniero del Titano         | Alfredo Castelli                | Lucio Filippucci e Ferdinando Tacconi                                       | CF         | Supplemento a Fumo di china n. 206/7       | Freecom s.r.l.                 | Stampato in occasione di Riminicomix                                                          |
| Ottobre 2012   | RB          | Mysteri diabolikamente lucchesi   | Alfredo Castelli                | Giancarlo Alessandrini                                                      | CF         | History & Noir & Mystery & Comics in Lucca | MUF                            | Mostra omonima                                                                                |
| Maggio 2014    | RB          | La fortezza degli uomini perduti  | Alfredo Castelli e Roberto Roda | Alfredo Orlandi                                                             | LF         | Martin Mystère Etnografo dell'impossibile  | Sometti                        |                                                                                               |
| Maggio 2015    | RB          | La mummia eterna                  | Fabrizio Mazzotta               | Cristiano Crescenzi, Valerio Giangiordano, Mauro Laurenti, Alessio Maruccia | CF         | La mummia eterna                           | Freecom s.r.l.                 | Festival "Nera d'inchiostro"                                                                  |
| Luglio 2015    | RB          | Il mistero dell'uomo con la barba | Alfredo Castelli                | Giancarlo Alessandrini, Alfredo Castelli, Daniele Fagarazzi                 | CF         | Supplemento a Fumo di china n. 240/1       | Freecom s.r.l.                 | Stampato in occasione di Riminicomix                                                          |
| Settembre 2015 | RB          | Il ritorno dell'ortolano          | Alfredo Castelli                | Valentino Forlini                                                           | CF         | Il ritorno dell'ortolano                   | Centro Fumetto Andrea Pazienza | Stampato in occasione del rientro de "L'ortolano" presso il Museo civico Ala Ponzone          |
| Ottobre 2015   | RB          | Gli eroi di Troia                 | Sauro Pennacchioli              | Roberto Revello                                                             | CF         | Gli eroi di Troia                          | ANAFI                          | Stampato in occasione di Lucca Comics & Games                                                 |

## 2016/2020
| Uscita      | Tipo storia | Titolo storia                     | Testi                                        | Disegni                                           | Tipo pubb. | Pubblicazione                        | Editore                                  | Note                                                       |
| ----------- | ----------- | --------------------------------- | -------------------------------------------- | ------------------------------------------------- | ---------- | ------------------------------------ | ---------------------------------------- | ---------------------------------------------------------- |
| Maggio 2016 | RB          | Le uova quadre                    | Carlo Chendi                                 | Nicola Rubin                                      | CF         | Le uova quadre                       | AMys                                     | Stampato in occasione di Albissola Comics                  |
| Luglio 2016 | RB          | Gli eroi dei due (o tre) mondi    | Alfredo Castelli                             | Daniele Fagarazzi, Lucio Filippucci, Carlo Peroni | CF         | Supplemento a Fumo di china n. 252/3 | Freecom s.r.l.                           | Stampato in occasione di Riminicomix                       |
| Luglio 2016 | RB          | La città in equilibrio            | Alfredo Castelli                             | Rodolfo Torti                                     | IA         | La Repubblica dell'8 luglio          | L'Espresso                               |                                                            |
| Luglio 2017 | RB          | Il distruttore di fumetti         | Tino Adamo, Alfredo Castelli, Sergio Masperi | Luca Bertelè e Lucio Filippucci                   | CF         | Supplemento a Fumo di china n. 264/5 | Freecom s.r.l.                           | Stampato in occasione di Riminicomix                       |
| Maggio 2018 | RB          | La sera dei tigli fioriti         | Aleksandar Mikic                             | Aleksandar Mikic                                  | CF         | TRAS! n. 2                           | TRAS!                                    | Stampato in occasione del Beogradski festival stripa TRAS! |
| Giugno 2018 | RB          | Mystero a Rivoli                  | Alfredo Castelli                             | Gino Vercelli                                     | AF         | Albo di Cronaca Comics n. 55         | Associazione Culturale Amici del Fumetto | Speciale 30 anni di Cronaca di Topolinia                   |
| Luglio 2018 | RB          | L'hotel ai confini della galassia | Alfredo Castelli                             | Nevio Zeccara e Lucio Filippucci                  | CF         | Supplemento a Fumo di china n. 276/7 | Freecom s.r.l.                           | Stampato in occasione di Riminicomix                       |
| Luglio 2019 | RB          | Il caso della doppia M            | Alfredo Castelli                             | Enrico Bagnoli e Lucio Filippucci                 | CF         | Supplemento a Fumo di china n. 288/9 | Freecom s.r.l.                           | Stampato in occasione di Riminicomix                       |
| Marzo 2020  | RB          | Operazione Arca                   | Alfredo Castelli                             | Angelo Maria Ricci                                | AF         | Operazione Arca                      | AMys                                     | Stampato in occasione del tesseramento associativo 2020    |

## 2021/Presente
| Uscita       | Tipo storia | Titolo storia                         | Testi                                           | Disegni                           | Tipo pubb. | Pubblicazione                               | Editore        | Note                                                              |
| ------------ | ----------- | ------------------------------------- | ----------------------------------------------- | --------------------------------- | ---------- | ------------------------------------------- | -------------- | ----------------------------------------------------------------- |
| Maggio 2023  | RB          | Alla ricerca del libro di Toth        | Alfredo Castelli, Syusy Blady, Patrizio Roversi | Lucio Filippucci                  | CF         | Alla ricerca del libro di Toth              | AMys           | Stampato in occasione della Mostra Mercato del Fumetto di Bologna |
| Ottobre 2023 | RB          | Il segreto della fedeltà              | Alfredo Castelli, Enrico Lotti, Luca Salvadei   | Rodolfo Torti                     | CF         | Il segreto della fedeltà                    | AMys           | Stampato in occasione del tesseramento associativo 2023           |
| Luglio 2024  | RB          | Docteur Mystère - Il tesoro di Rimini | Stefano Fantelli                                | Antonio Sforza e Lucio Filippucci | CF         | Supplemento a Fumo di china n. 343          | Freecom s.r.l. | Stampato in occasione di Riminicomix                              |
| Ottobre 2024 | RB          | I misteri di Mystère                  | Luca Del Savio                                  | Alfredo Orlandi                   | CF         | Incontri ravvicinati - Variant Radio Deejay | Sergio Bonelli | Stampato in occasione di Lucca Comics & Games                     |